# Eva Hemmer Hansen
Eva Hemmer Hansen (ur. 2 stycznia 1913 w Aalborgu, zm. 26 marca 1983 w Aarhus) – duńska powieściopisarka, nowelistka i dziennikarka.

## Życiorys i twórczość
Urodziła się 2 stycznia 1913 Aalborgu. Była córką redaktora. Studiowała na Uniwersytecie w Aarhus, który ukończyła w 1937.
Następnie pracowała jako tłumacz języka angielskiego. Przez jakiś czas była członkiem zarządu socjalistycznego Duńskiego Towarzystwa Kobiet (duń. Dansk Kvindesamfund) w Aarhus. Była też członkiem Rady Miejskiej w Aarhus. Współpracowała z dziennikiem „Demokraten”. Należała do Socjaldemokracji Danii, z ramienia której próbowała się dostać do parlamentu. Partię opuściła w 1970, z powodu rozbieżności poglądów na temat Wspólnoty Europejskiej.
W swoich utworach podejmowała aktualne problemy społeczności zachodniej dotyczące zwłaszcza miejsca i roli kobiet: Helena (1944) Panna Rasmussen (1956), Hrabina z Borgergade (1957). Spośród jej nowel na uwagę zasługują zbiory nawiązujące do mitologii: Po upadku Troi (1957) oraz Opowieści o bohaterkach (1963). Jest też autorką książek dla dzieci oraz słuchowisk radiowych.
W 1983 otrzymała Nagrodę Honorową Duńskiego Stowarzyszenia Tłumaczy (duń. Dansk Oversætterforbunds Ærespris).
Zmarła 23 marca 1983 w Aarhus.